# Otto Krautz
Otto Krautz (* 19. Februar 1880 in Brandenburg an der Havel; † 22. November 1953 in Berlin) war ein deutscher Gewerkschafter.

## Leben und Werk im Kaiserreich
Geboren wurde Otto Krautz am 19. Februar 1880 als Sohn eines Zigarrenmachers in Brandenburg an der Havel. Nach dem Besuch der Volksschule in seiner Heimatstadt absolvierte er in Havelberg eine viereinhalbjährige Lehre als Schriftsetzer. Am 7. Oktober 1898 trat er in Neuruppin dem Verband der Deutschen Buchdrucker bei. Auf seiner Wanderung im rheinisch-westfälischen Industriegebiet entschied sich Krautz, in Essen zu bleiben. Im selben Jahr trat er der SPD bei. Von 1902 an übernahm der Brandenburger in Gewerkschaft und Partei diverse Funktionen: Orts- und Bezirksvorsitzender seiner Gewerkschaft, Mitglied des Tarifkreisamtes, Gewerbegerichtsbeisitzer, arbeitnehmerseitiger Vorsitzender der Allgemeinen Ortskrankenkasse in Essen und Mitglied im Vorstand des Essener Gewerkschaftskartells, dem losen Zusammenschluss der freigewerkschaftlichen Einzelgewerkschaften vor Ort. Hinzu kamen eine Reihe weiterer kommunaler Ehrenämter.

## Gewerkschaftlicher Aufstieg in der Weimarer Republik
Im Jahre 1914 wurde der Gewerkschafter sofort zum Kriegsdienst eingezogen und verbrachte später zwei Jahre in britischer Kriegsgefangenschaft. Erst Ende 1919 entlassen, wurde er von seinen Kollegen sofort wieder in seine Funktion als Bezirksleiter der Druckergewerkschaft eingesetzt. 1920 auf dem Nürnberger Gewerkschaftstag vom 16. bis 24. Oktober „als Mann des Volkes“ vorgeschlagen, setzte er sich bei der Wahl zum 2. Vorsitzenden mit 75 gegen 61 Stimmen knapp gegen den oppositionellen Berliner Otto Vierath durch, verzichtete aber wegen der mangelnden Vertrauensbasis auf das Amt. Erst nach einem breiten Vertrauensvotum des gesamten Verbandstages nahm er die Wahl an. Mit der Wahl eines Funktionärs zum 2. Vorsitzenden, der vorher nie das Amt eines Gauleiters (heute würde man sagen: Landesleiters) bekleidet hatte, betrat der Buchdruckerverband Neuland. Mit seiner Frau Maria ging Otto Krautz im Oktober 1920 nach Berlin. 1926 bezogen sie eine Wohnung im neu errichteten Verbandshaus an der Dreibundstraße.
Ende 1928 – nach dem überraschenden Tod des aus Bayern stammenden Verbandsvorsitzenden Joseph Seitz – wurde Krautz dann an die Spitze des Verbandes der Deutschen Buchdrucker gewählt. In dieser Eigenschaft stand er auch dem „Graphischen Bund“ vor, einem lockeren Kartellzusammenschluss aller vier freigewerkschaftlichen Organisationen im graphischen Gewerbe. Weitere Funktionen hatte er u. a. als Gehilfenvorsitzender des Reichsschiedsamtes der Buchdrucker und als Mitglied der Sekretariatskommission der Buchdrucker-Internationale. 1927 wurde er Reichsarbeitsrichter am Reichsarbeitsgericht in Leipzig, 1930 Mitglied des Vorläufigen Reichswirtschaftsrates als Arbeitnehmervertreter der „Gruppe Handwerk“.
Der zurückhaltende und stets um innergewerkschaftliche Kompromisse bemühte Vorsitzende des Buchdruckerverbandes wirkte auf die jüngere Funktionärsgeneration geradezu charismatisch. Politisch galt Krautz als gemäßigter Sozialdemokrat, kommunistisch orientierten gewerkschaftlichen Sonderbestrebungen erteilte er vernichtende Absagen. KPD-Mitglieder der Druckergewerkschaft warfen ihm vor, sich in eine Front mit den Kräften zu stellen, die einen Angriff auf die Sowjetunion planten.

## Die Zeit des Nationalsozialismus
Nach der Besetzung des Buchdruckerhauses im Mai 1933 inhaftiert und von den Nazis für vier Wochen in Schutzhaft genommen, war Otto Krautz bis Mitte 1935 arbeitslos, fand dann aber bei der Berliner Börsen-Zeitung eine Anstellung, wo ein Faktor (Setzereileiter) schützend seine Hand über mehrere ehemalige Funktionäre des Verbandes der Deutschen Buchdrucker hielt. Während des Krieges nahm der Gewerkschafter an illegalen Zusammenkünften in Prag teil und hielt Kontakt zu niederländischen und schweizerischen Kollegen der Internationalen Graphischen Föderation. Bei Kriegsausbruch wurde Krautz zur Zivildienstpflicht herangezogen und in der Ernährungswirtschaft von Groß-Berlin eingesetzt. Seine Wohnung in Berlin-Mariendorf wurde im Krieg ausgebombt.

## Gewerkschaftspolitische Aktivitäten nach 1945
Sofort nach Kriegsende beteiligte sich der alte Vorsitzende am Neuaufbau der Berliner Gewerkschaften. Bereits 1945 Mitglied des Freien Deutschen Gewerkschaftsbundes (FDGB) und mit der Leitung der Industriegewerkschaft Graphisches Gewerbe und Papierverarbeitung von Groß-Berlin betraut, wurde Otto Krautz im Juni 1946 zum 1. Vorsitzenden dieser Gewerkschaft in der sowjetisch besetzten Zone gewählt. In der Zeit vom 1. August 1946 bis zu seinem Rücktritt am 1. Mai 1949 war er in seiner Eigenschaft als Vorsitzender der Industriegewerkschaft auch Mitglied des FDGB-Bundesvorstandes. Unmittelbar nach Kriegsende war er der SPD wieder beigetreten; als „Westberliner“ ging er 1946 den Weg der Vereinigung von SPD und KPD zur Sozialistischen Einheitspartei Deutschlands (SED) mit. 
Auf Interzonenkonferenzen und als Mitglied des Reichsausschusses der deutschen graphischen Arbeiter setzte Otto Krautz sich nachdrücklich für die nationale Gewerkschaftseinheit ein. Er ging davon aus, dass die politische Wiedervereinigung aller Zonen unmittelbar bevorstehe. Zwischenzeitlich geriet Krautz in seiner Zone unter massiven politischen Druck. 1947 gab die sowjetische Militäradministration eindeutige Anweisungen, SPD-Mitglieder aus Vorstandsfunktionen der Einzelgewerkschaften abzusetzen. Im Januar 1948 lehnten das SED-Mitglied Krautz und die Mehrheit des Vorstandes der Industriegewerkschaft Graphisches Gewerbe entsprechende Forderungen der SED ab, hauptamtliche Funktionäre wegen ihrer SPD-Mitgliedschaft zu entlassen. Innergewerkschaftlich spielten kontroverse Diskussionen um die Fortexistenz der Sparten eine zentrale Rolle. Durch einen Bundesvorstandsbeschluss des FDGB vom Frühjahr 1949 wurde Otto Krautz, dann zum Rücktritt veranlasst. 
Der vom SED-Apparat geschasste Gewerkschafter Krautz stellte 1951 als Berliner in seiner zweiten Heimatstadt Essen einen Antrag auf Wiederaufnahme in die für die drei westlichen Besatzungszonen neu gegründete Industriegewerkschaft Druck und Papier. Um diesen Antrag gab es innerhalb des Gaues (Landesbezirks) West-Berlin kontrovers geführte Diskussionen. Die Mehrheit des Berliner Vorstandes warf ihm vor, sich nicht rechtzeitig vom FDGB gelöst zu haben und verweigerte die Aufnahme.
Im Laufe des Jahres 1952 wurde er dann doch aufgenommen, wobei die Modalitäten unklar blieben. Mit Otto Krautz hatten Hunderte von Berliner Kollegen, die lange dem FDGB angehört hatten, einen Aufnahmeantrag gestellt. Wahrscheinlich erfolgte der Beitritt zur westdeutschen IG Druck und Papier am Berliner Gauvorstand „vorbei“. Auch die Berliner SPD verweigerte dem ehemaligen SED-Mitglied Krautz die Aufnahme. Einen Erfolg konnte er kurz vor Weihnachten 1952 verbuchen, als er in Westberlin einen ersten Vorschuss auf seinen Entschädigungsantrag erhielt. 1952 bekam Krautz ebenfalls Invalidenunterstützung von der Berliner IG Druck und Papier, und er besuchte auch den alten, wiederhergestellten Sitzungssaal im Haus der Deutschen Buchdrucker in Berlin-Kreuzberg.
Otto Krautz starb am 22. November 1953 an einer Herzmuskelschwäche und wurde unter großer Anteilnahme seiner Kollegen im Krematorium Berlin-Wilmersdorf eingeäschert.

## Werke
- Das deutsche Buchgewerbe. In: Börsenblatt für den deutschen Buchhandel. Bd. 96 (1929), S. 526–528.